# Mansardedak

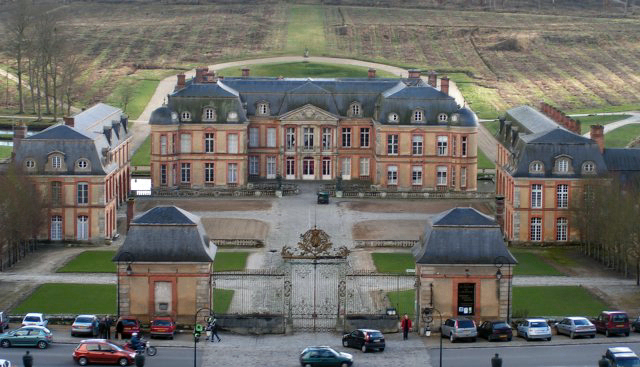
Het Kasteel van Dampierre in Dampierre-en-Yvelines. Dit is de oorspronkelijke vorm van het mansardedak: rondom. Zoals meer mansardedaken hebben de drie delen van het hoofdgebouw een plateau in het midden.

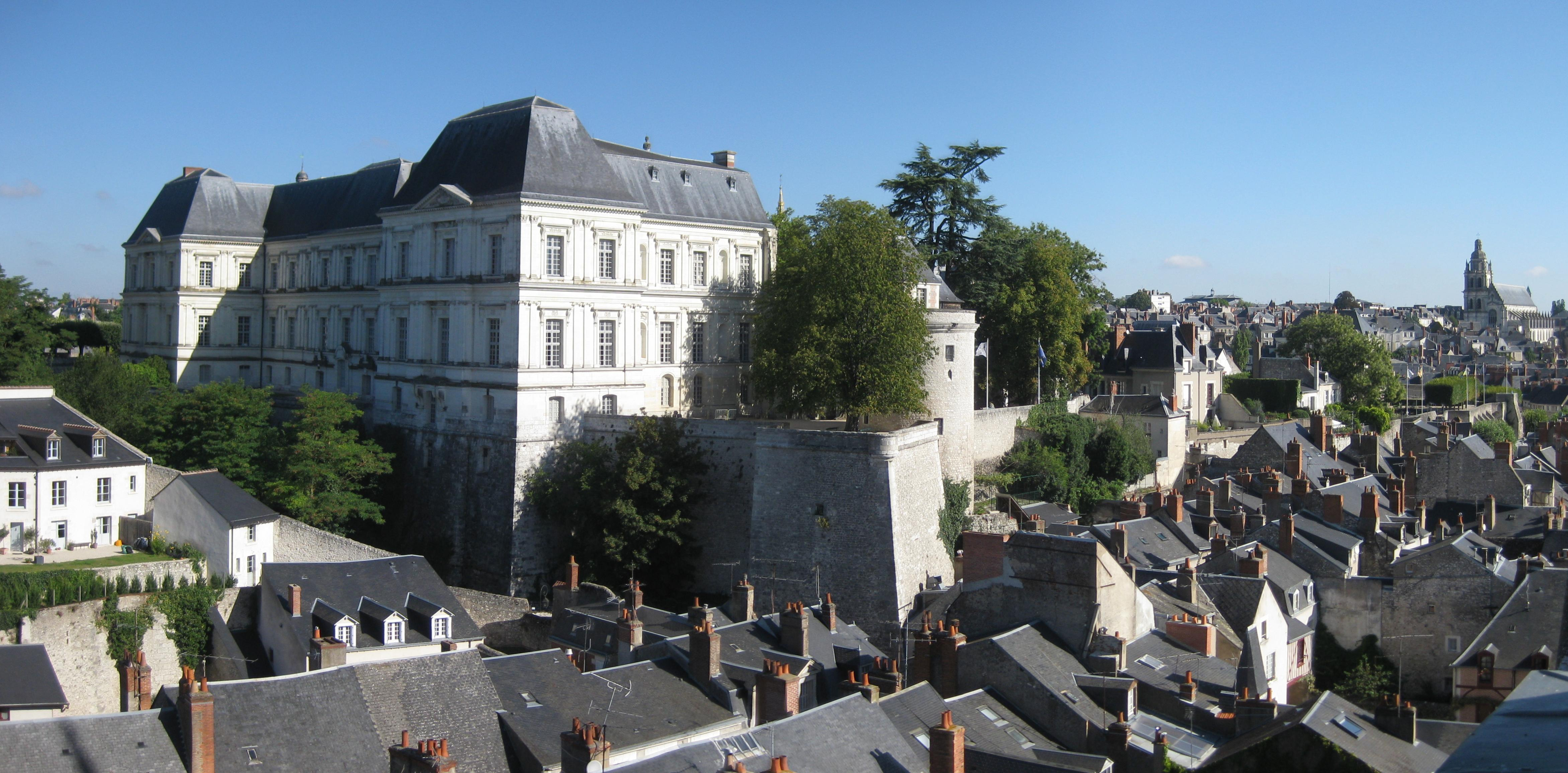
De Gaston van Orléans-vleugel van het Kasteel van Blois, ontworpen en gebouwd door François Mansart zelf.

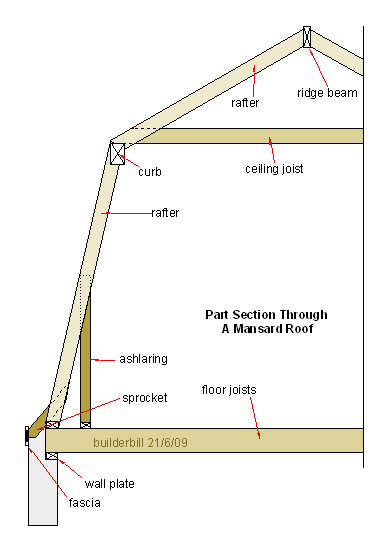
Gebruikelijke constructie van een mansardedak.
ridge beam = nokbalk, rafter = dakspant, ceiling joist = dwarsbalk, curb = langsdrager, ashlaring = staander

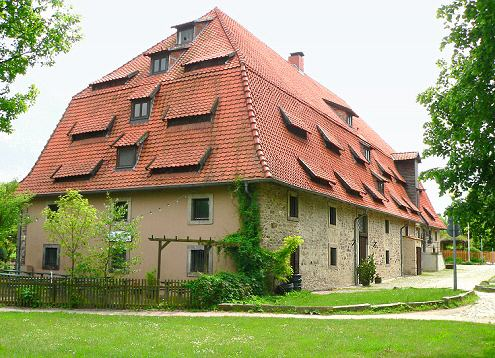
Het oude brouwhuis in Fallersleben (Wolfsburg)

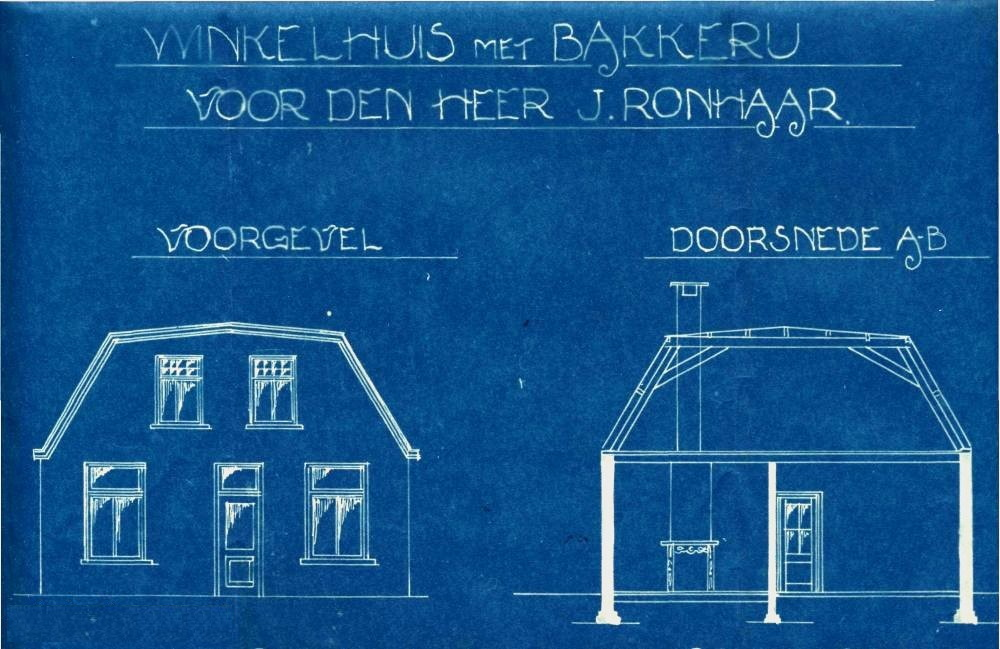
Blauwdruk uit 1923 voor winkelhuis met bakkerij Ronhaar aan de Hammerweg in Ommen, afgebroken in 2007. Het nagenoeg platte bovendak komt voor in Midden- en Oost-Nederland, maar is bezuiden het rivierengebied vrijwel onbekend.

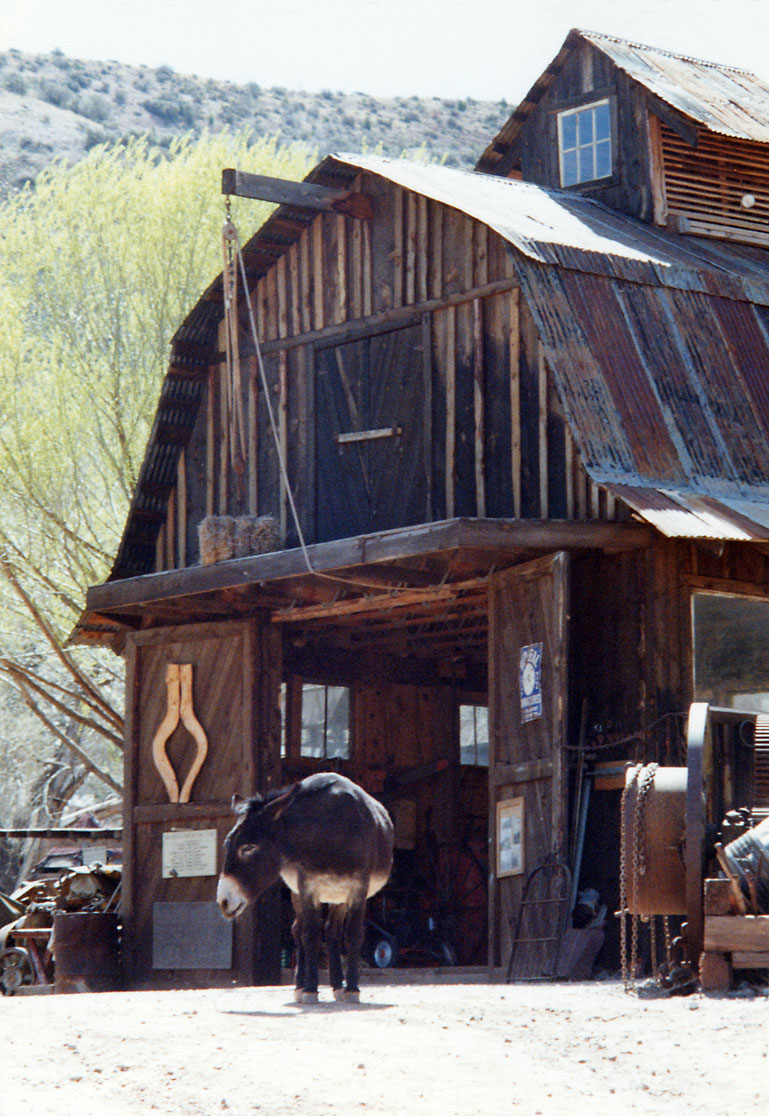
Schuur in Jerome (Arizona), gedekt met golfplaten

Een mansardedak, mansartdak, gebroken dak, gebroken kap of Franse kap is een dakvorm met gebroken, naar buiten geknikte vlakken. Dit historische daktype ontstond in de Franse barokarchitectuur en is vernoemd naar de Franse architect François Mansart (1598-1666) die deze dakvorm uitwerkte.

## Vormen
Bij een mansardedak is het onderste gedeelte van het schuine dak steiler dan het bovenste gedeelte. Daarmee is dit daktype het omgekeerde van een geknikt of aangekapt dak of van een dak met aankapping. Het mansardedak komt in diverse vormen voor en de bekendste zijn te beschouwen als varianten op het schilddak en als variant op het zadeldak.
De oorspronkelijke vorm was het viervoudige mansardedak, waarbij alle muren bekroond werden door een gebroken dak, zoals bij landhuizen. Deze vorm is te beschouwen als een variant op het schilddak. Bij dit viervoudige dak komt het voor dat de kap niet in een nok maar afgeknot in een klein plat dak eindigt. De andere vorm, waarbij de kopgevels doorlopen tot aan de nok, is te beschouwen als een variant op het zadeldak.

## Uitvoering
Op erg steile of erg vlakke daken zijn veel typen dakpannen niet bruikbaar. Bij vlakke daken kunnen wind en regen onder de pannen slaan, bij steile daken vallen de pannen makkelijk naar beneden.
Bij mansardedaken met een steil benedendak is soms de onderste dakhelft afwijkend gedekt. Er bestaan dakpannen die door een nok of een pin op hun plaats gehouden worden, maar ook dakleer, golfplaat en dakleien van uiteenlopende materialen worden gebruikt. Rietgedekte mansardedaken zijn zeldzaam, want riet dekt minder goed waar het over een knik loopt. Een buitenwaartse knik in een rieten dak moet heel bescheiden zijn.
Voor de uitvoering van de knik zijn eveneens diverse oplossingen in gebruik. Er bestaan speciale, geknikte dakpannen, maar op veel daken laat men eenvoudig de pannen van de bovenste dakhelft wat overhuiven. Een houten richel, al dan niet met eigen dakgoot, komt ook voor. In zeldzame gevallen is de richel zo hoog dat er ramen in gemaakt worden.
Bij een gebouw dat geen rechthoekige plattegrond heeft, kan een mansardedak veel complexe hoeken opleveren, zie bijvoorbeeld de fotogalerij onderaan en de dorpskerk van 's-Gravenzande.

## Toepassing
Een mansardedak was voor ruimtewinst in kleine vrijstaande woningen alleen zinvol in gebieden waar muren duur waren, bijvoorbeeld doordat bouwsteen van ver gehaald moesten worden. Ook regelgeving kon muren duur maken. In delen van Duitsland was de Grundsteuer (onroerendgoedbelasting) van belang: die werd geheven over gehele verdiepingen, niet voor de bouwlaag direct onder het dak. Ook elders kunnen belasting- of bouwverordeningen deze dakvorm in de kaart gespeeld hebben, bijvoorbeeld in Parijs, maar de bronnen spreken elkaar daar tegen over de precieze consequenties van de verordeningen.
Bij rijtjeshuizen, die als het ware steun aan elkaar hebben, kan de kapconstructie iets lichter zijn, zodat de nadelen minder zwaar wegen. In grote gebouwen zitten de constructie-elementen minder in de weg en springt het voordeel van de grote ruimte met goede luchtcirculatie in het oog, wat de toepassing als droogzolder in het brouwhuis in Fallersleben verklaart, zie de ventilatie-openingen in het dak.
Omdat de vorm van het dak de bouwmeester allerlei vormgevingsmogelijkheden biedt, is de constructie bij luxueuze bouwwerken in zwang geweest. Bij gebouwen die haaks op de nokrichting groot zijn is het ook een manier om de nokhoogte te beperken en een buitensporig groot dak te vermijden. Een bijzonder geval vormt de bebouwing bij windmolens: die moet laag zijn om de molen niet de wind uit de zeilen te nemen. Toen molens nog een belangrijke economische factor waren, werd dit vastgelegd in bepalingen rond het windrecht. Bij historische molens wordt hier nog steeds of opnieuw rekening mee gehouden, zoals bij de bebouwing rond molen Maallust in Amerongen, zie de fotogalerij.

## Populariteit
Vanaf de tweede helft van de 19e eeuw werd dit daktype veelvuldig toegepast om de zolderverdieping van (kleine) woningen te vergroten. Bij gebouwen waar de knik tussen de dakdelen heel klein of juist bijna haaks is, zijn de praktische voordelen echter klein.
Uiteenlopende aspecten zoals kosten, gebruiksdoel en esthetiek bepalen de voor- en nadelen van de constructie. Vanaf de tweede helft van de 20e eeuw wordt de gebroken kap nog maar sporadisch gebruikt, bijvoorbeeld om de goothoogte van nieuwbouw aan te laten sluiten bij bestaande bebouwing en toch extra bouwhoogte of bouwvolume te creëren. Vanaf 1990 is een kleine opleving te zien in nieuwbouw met deze vorm.

## Bruikbaarheid
De ruimtewinst van de gebroken kap is kleiner dan op het eerste gezicht lijkt. Om de winst te effectueren is een geknikte constructie nodig die van nature minder sterk is dan een normaal driehoekig dakgebint en dus zwaarder uitgevoerd moet worden. Bij de meest voorkomende constructie komen bij de knik vier balken samen: de twee delen van de geknikte spant, een hanenbalk en een langsdrager. Met de gangbare houten balken levert dat een enorm knooppunt op dat de bruikbaarheid en begaanbaarheid van de bovenverdieping danig kan beperken. Om de constructie stabiel en windbestendig te maken, wordt vaak ook nog een lichte staander van halverwege de onderste dakhelft naar de vloer gebruikt. Bovendien moet de hanenbalk zwaarder en langer zijn dan normaal en heeft de dakbedekking een grotere oppervlakte en evenredig meer gewicht. Het grote aantal hoeken en gaten kan de zolder makkelijk tot een domein van stofnesten en ongedierte maken, daarom wordt de constructie vaak achter een lambrisering of iets dergelijks verborgen. Wel zorgt de steile onderste dakhelft voor een groot bouwvolume. Ook is er tot dicht bij de buitenmuur voldoende stahoogte, wat goed aansluit bij een woonfunctie. Dakkapellen kunnen dan voor extra licht en staruimte zorgen en zijn in de soms bijna verticale onderste dakhelft met weinig materiaal te bouwen. Deze en andere aanbouwsels zijn dan ook zeer gangbaar in mansardedaken.
Vanwege het gewicht van de constructie is het alleen bij uitzondering mogelijk een gebouw achteraf van een gebroken kap te voorzien. De bouwwijze resulteert ook in een duurder dak, terwijl een iets hoger opgetrokken muur met een normaal dak al gauw dezelfde ruimtewinst levert.

## Zolderkamer
In een aantal talen en dialecten, waaronder het Antwerps is mansarde een aanduiding voor een zolderruimte, analoog aan het Frans. Die ruimte hoeft niet per se onder een mansardedak te liggen. Volkszanger Wannes Van de Velde zingt over zijn zolderkamer in Mijn Mansarde, waar denkbeeldig onder meer de 14e-eeuwse strijder Jan Breydel zou hebben geslapen.

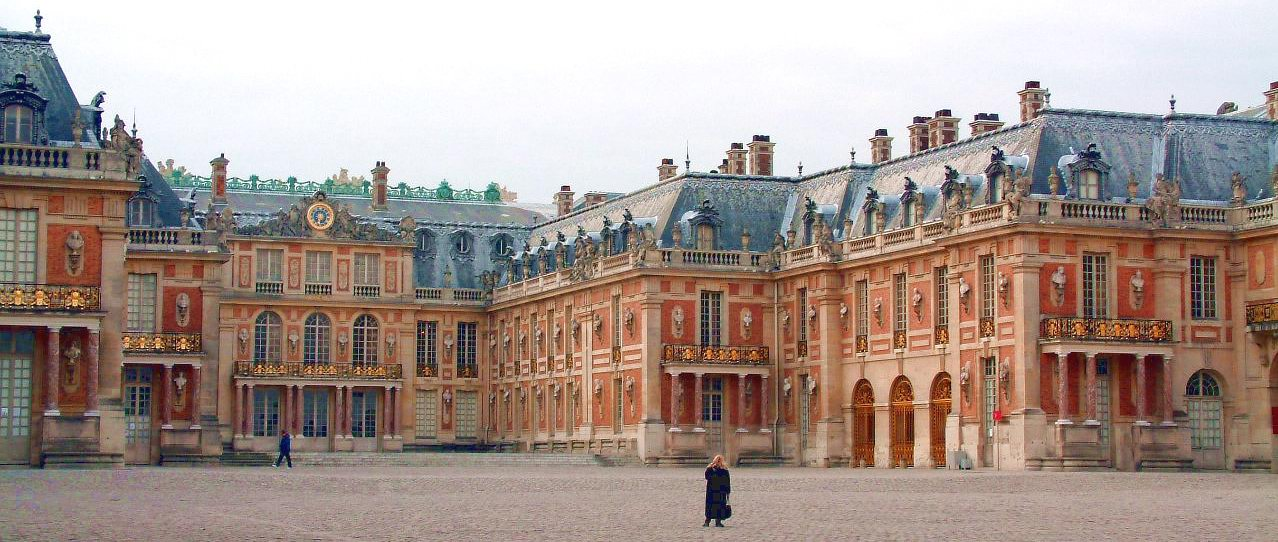
Kasteel van Versailles, de erekoer met verguld loodwerk op het mansardedak

## Fotogalerij

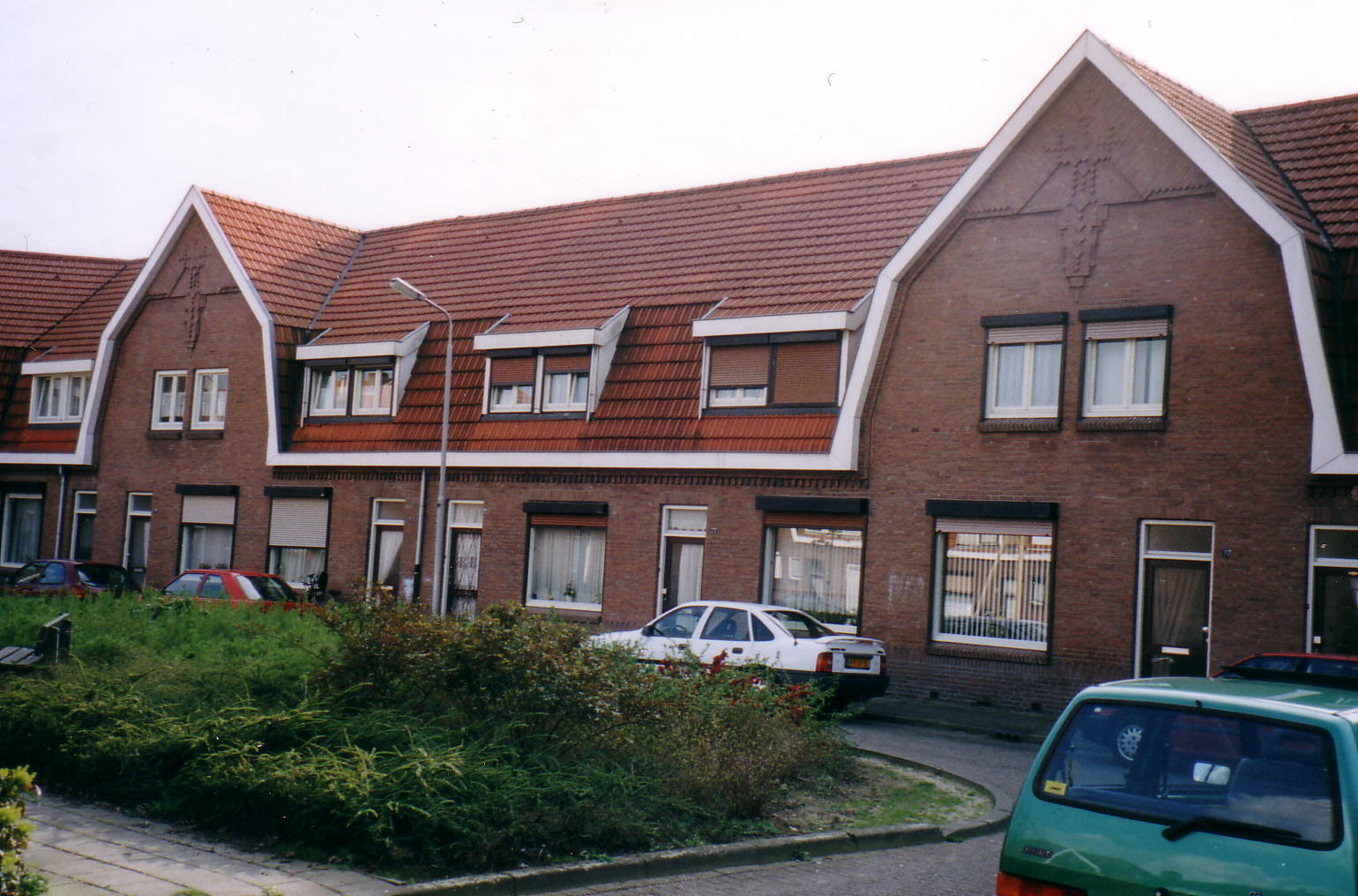
Woonhuizen aan de Koningin Regentesselaan in Roermond
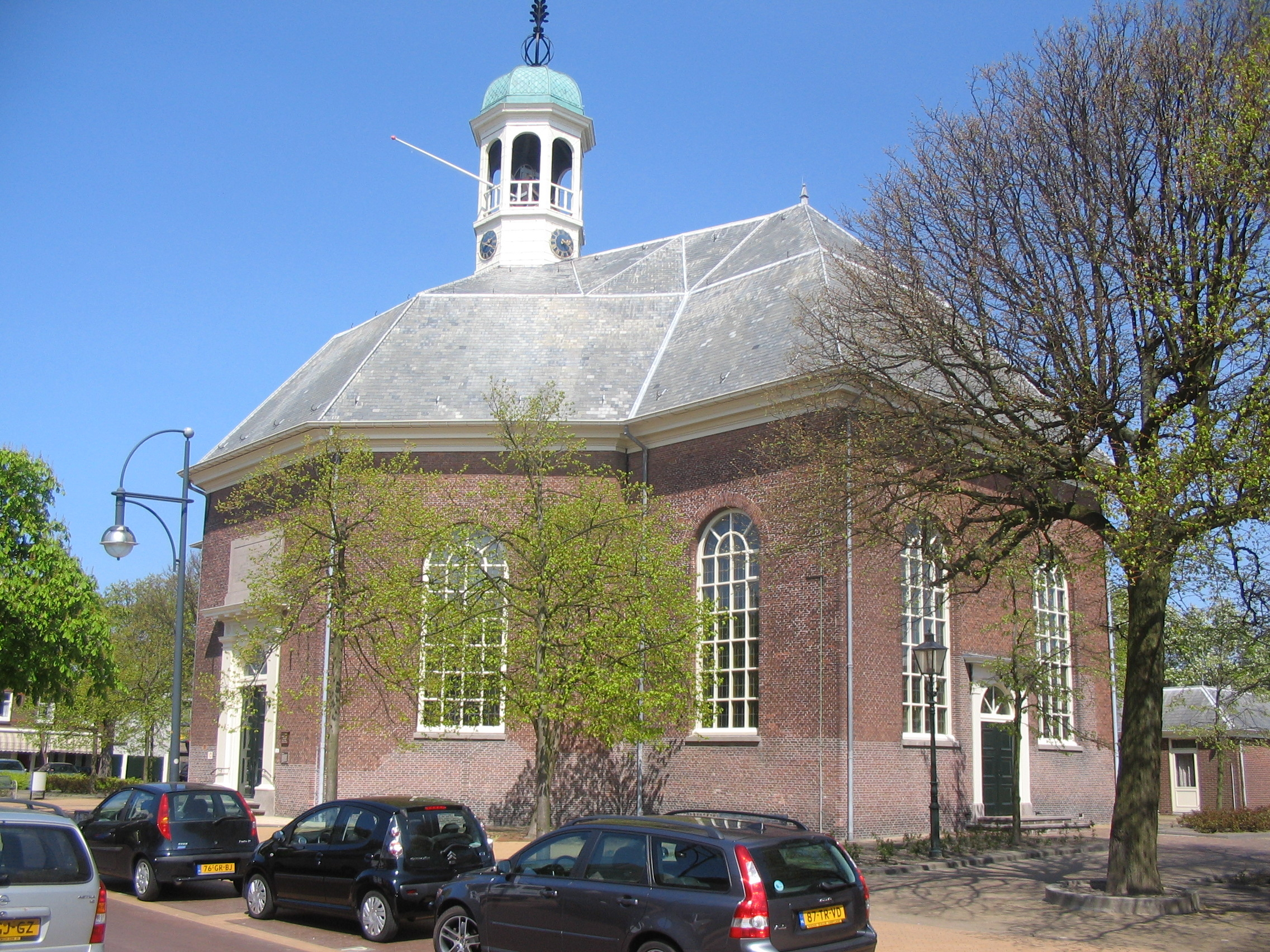
Dorpskerk van 's-Gravenzande, een ontwerp van Adrianus Tollus
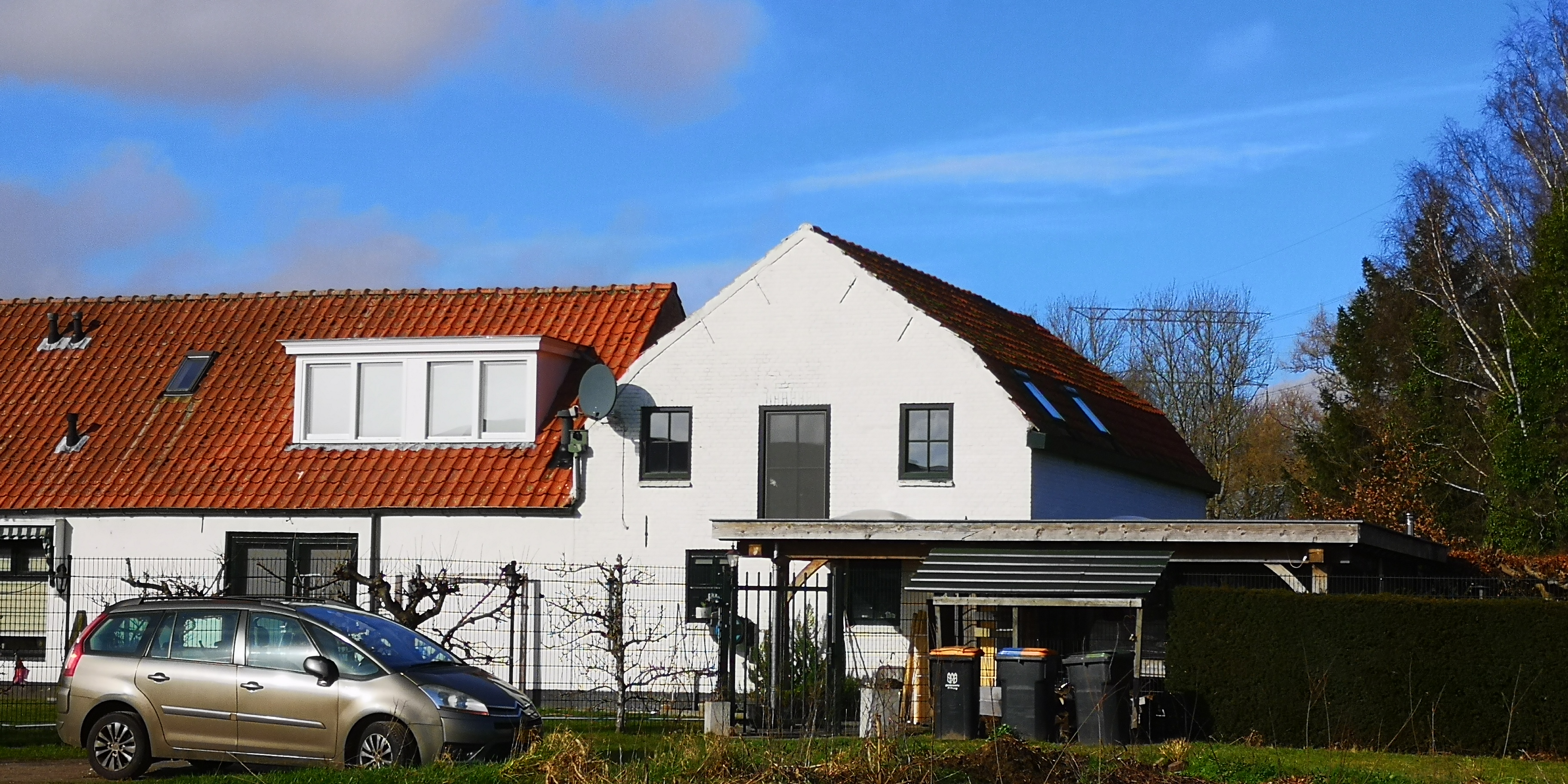
Tilburg, Rugdijk, nauwelijks geknikt mansardedak
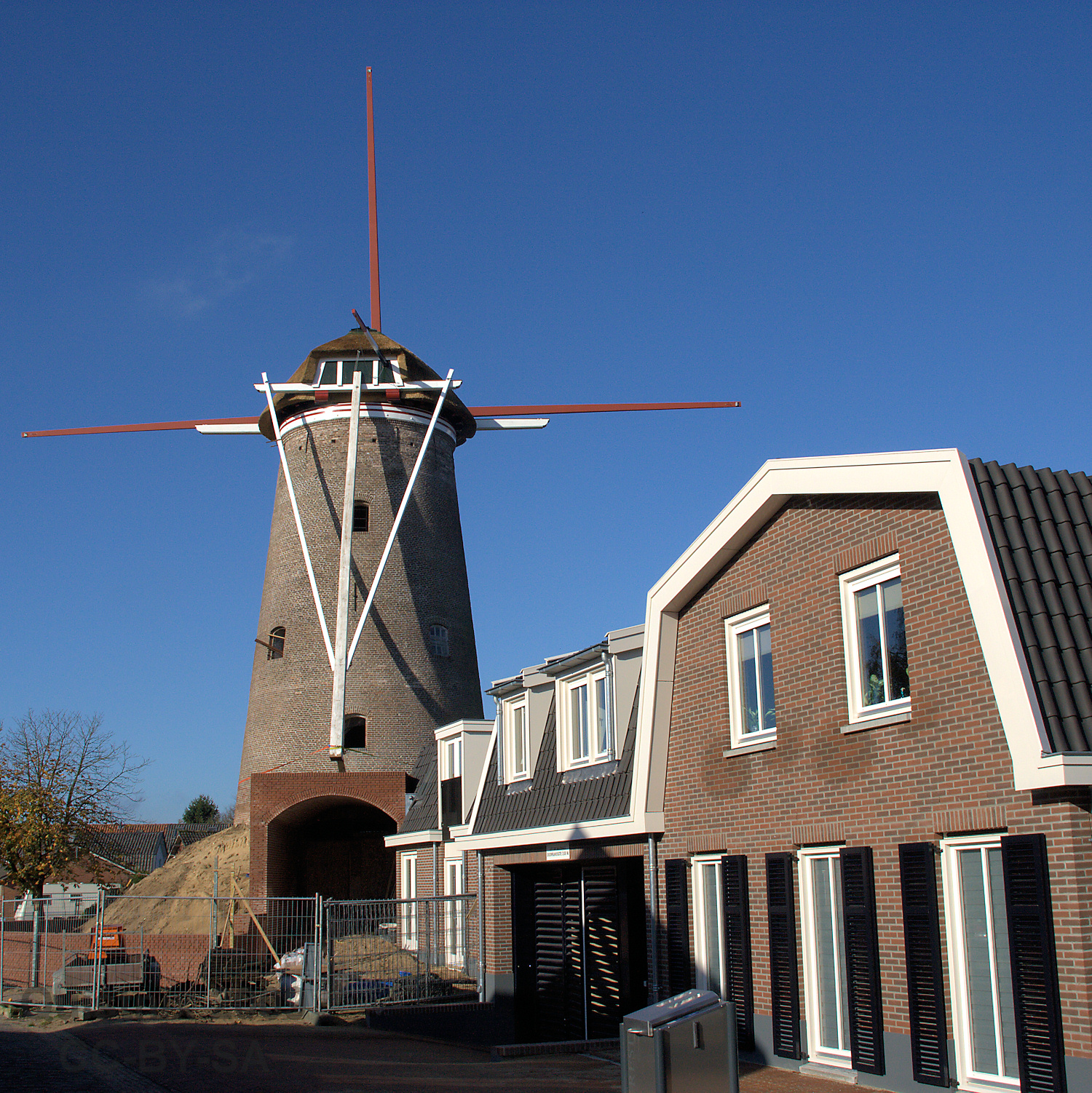
Lage nieuwbouw in Amerongen geeft de wind vrij toegang tot molen Maallust
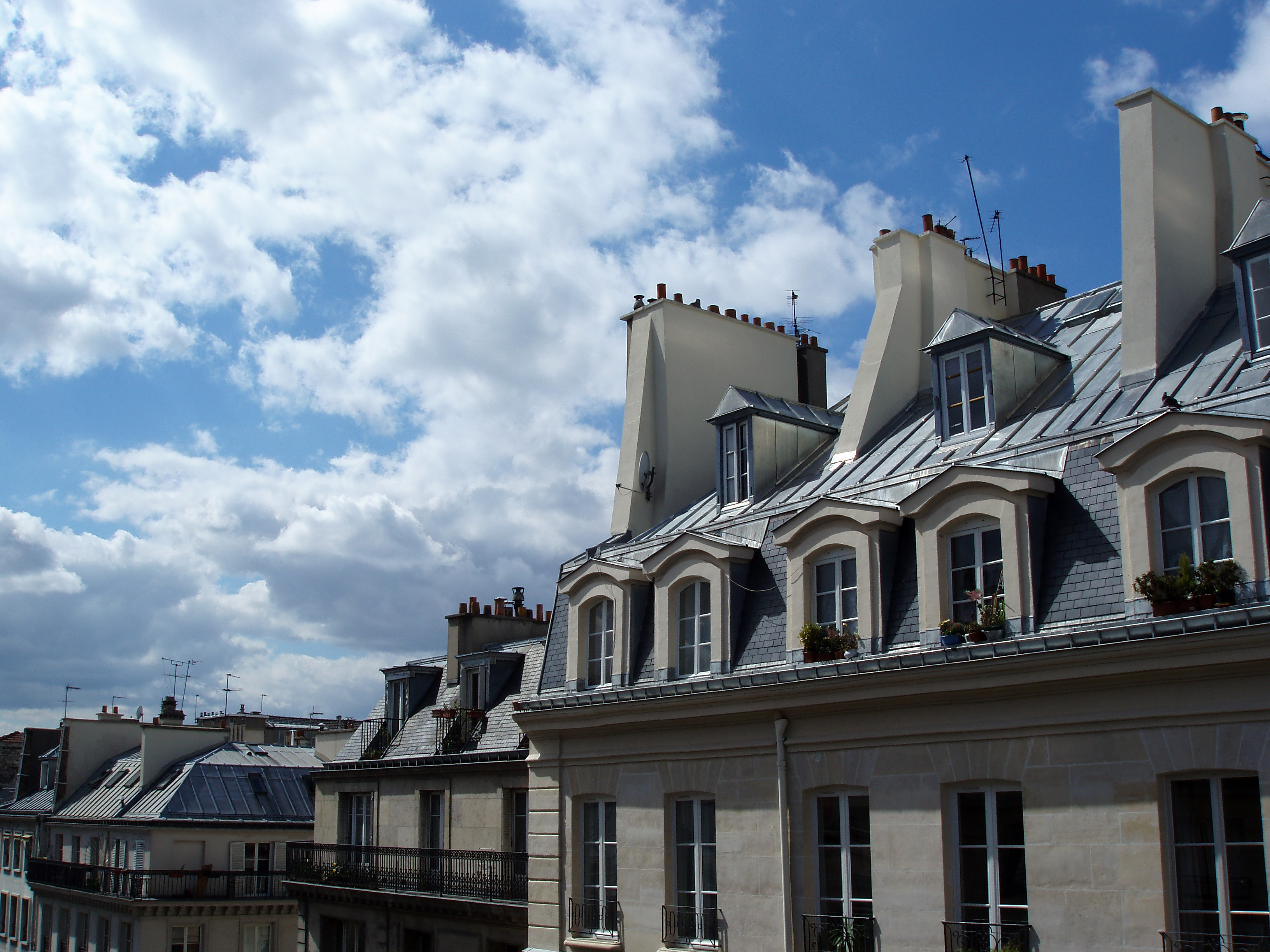
Mansardedaken in Parijs
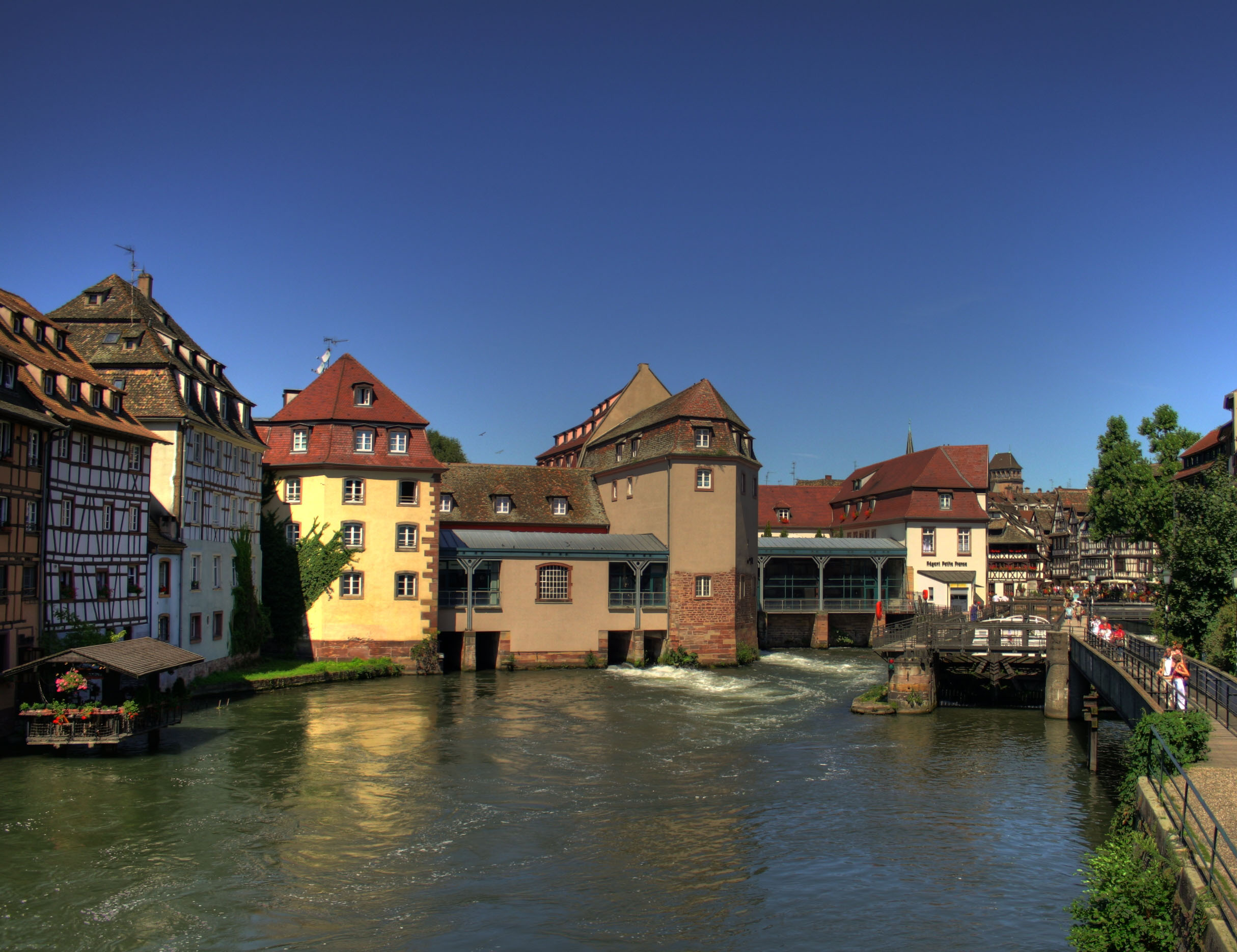
Hôtel Régent in de Straatsburgse wijk Petite France, behorend tot het werelderfgoed
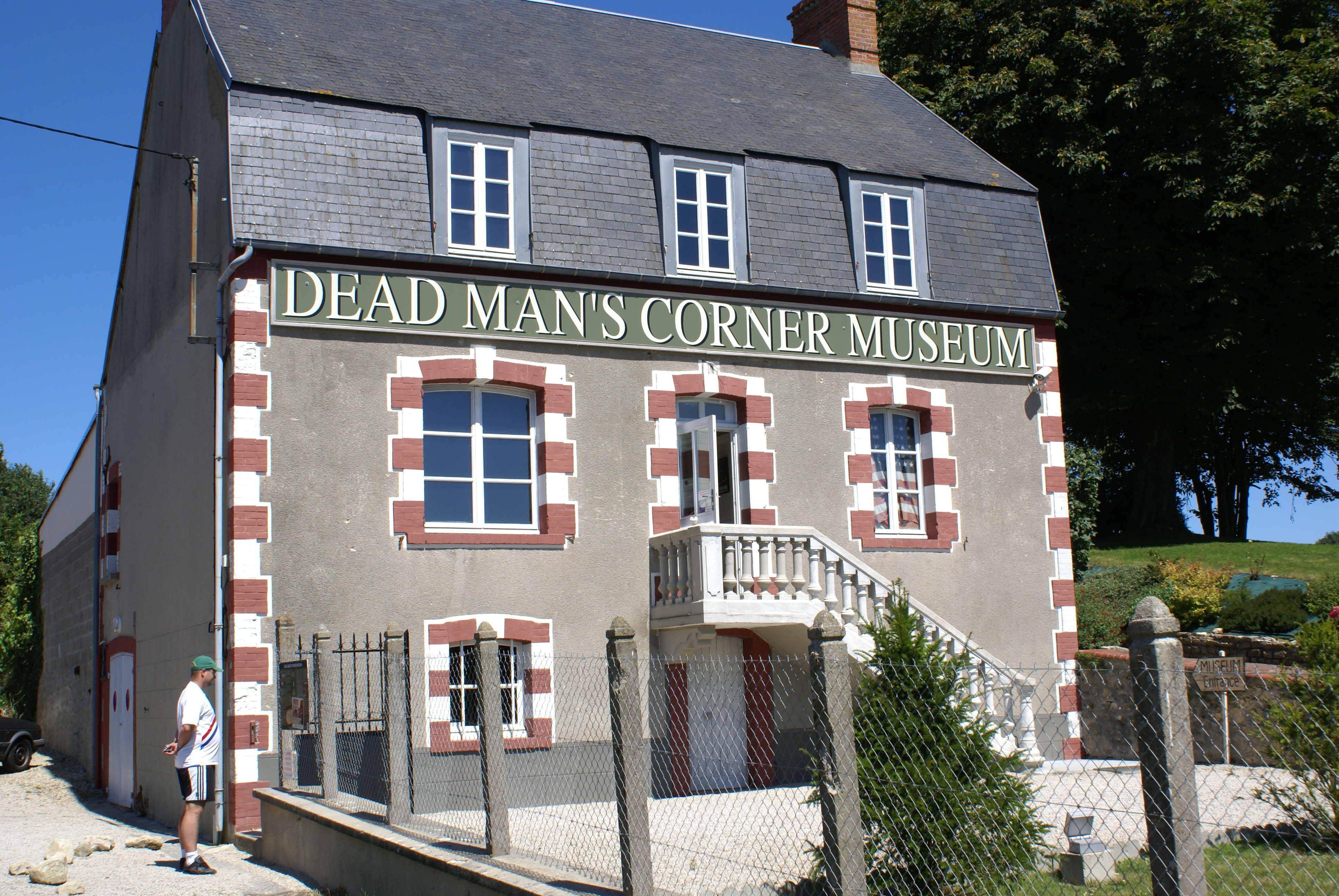
Museum op Dead man's corner in Normandië
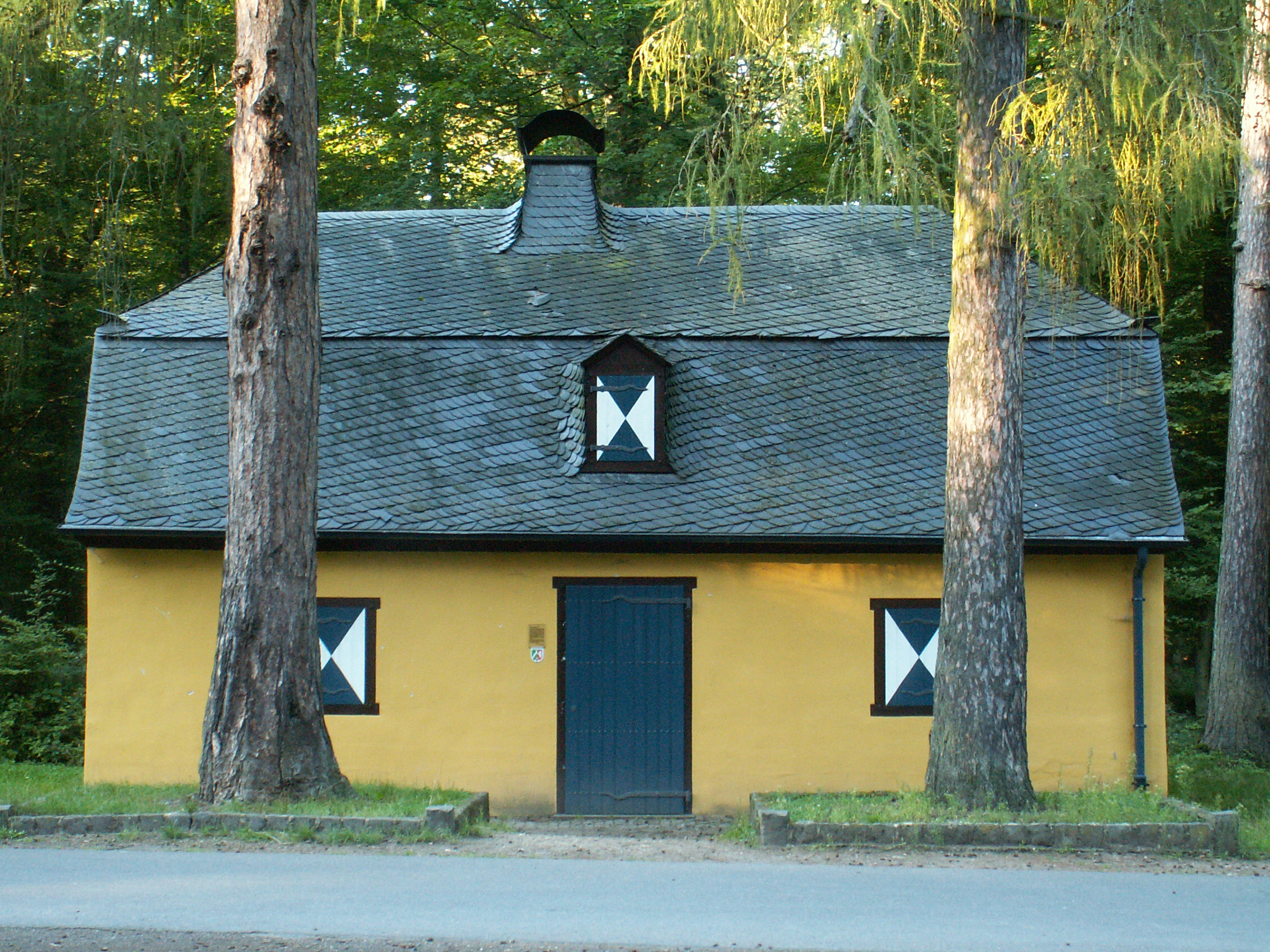
Jagershuisje in Kottenforst bij Bonn
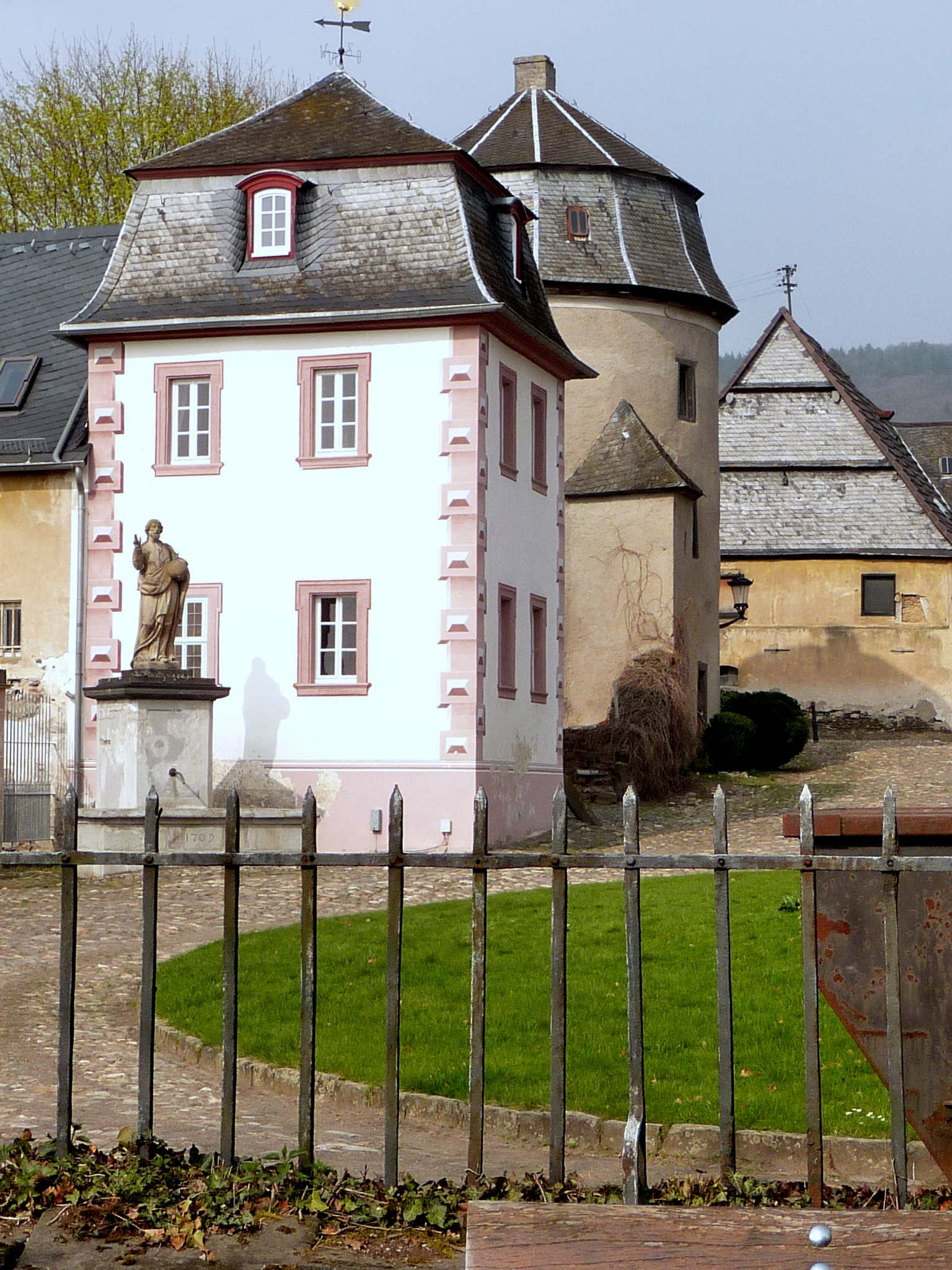
Abdij van Rommersdorf, Neuwied
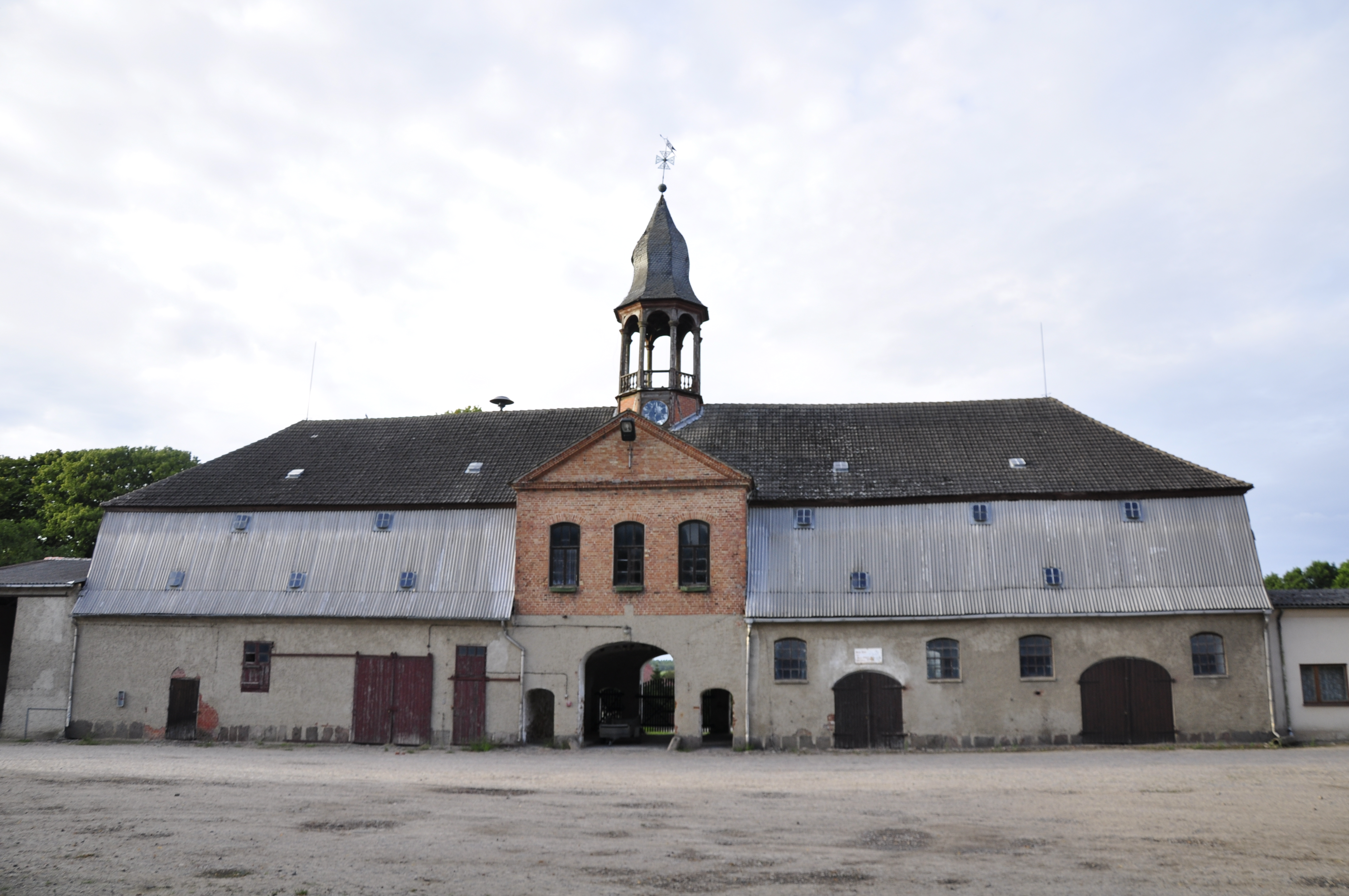
Poorthuis van de Noord-Duitse kasteelboerderij Slot Bellin
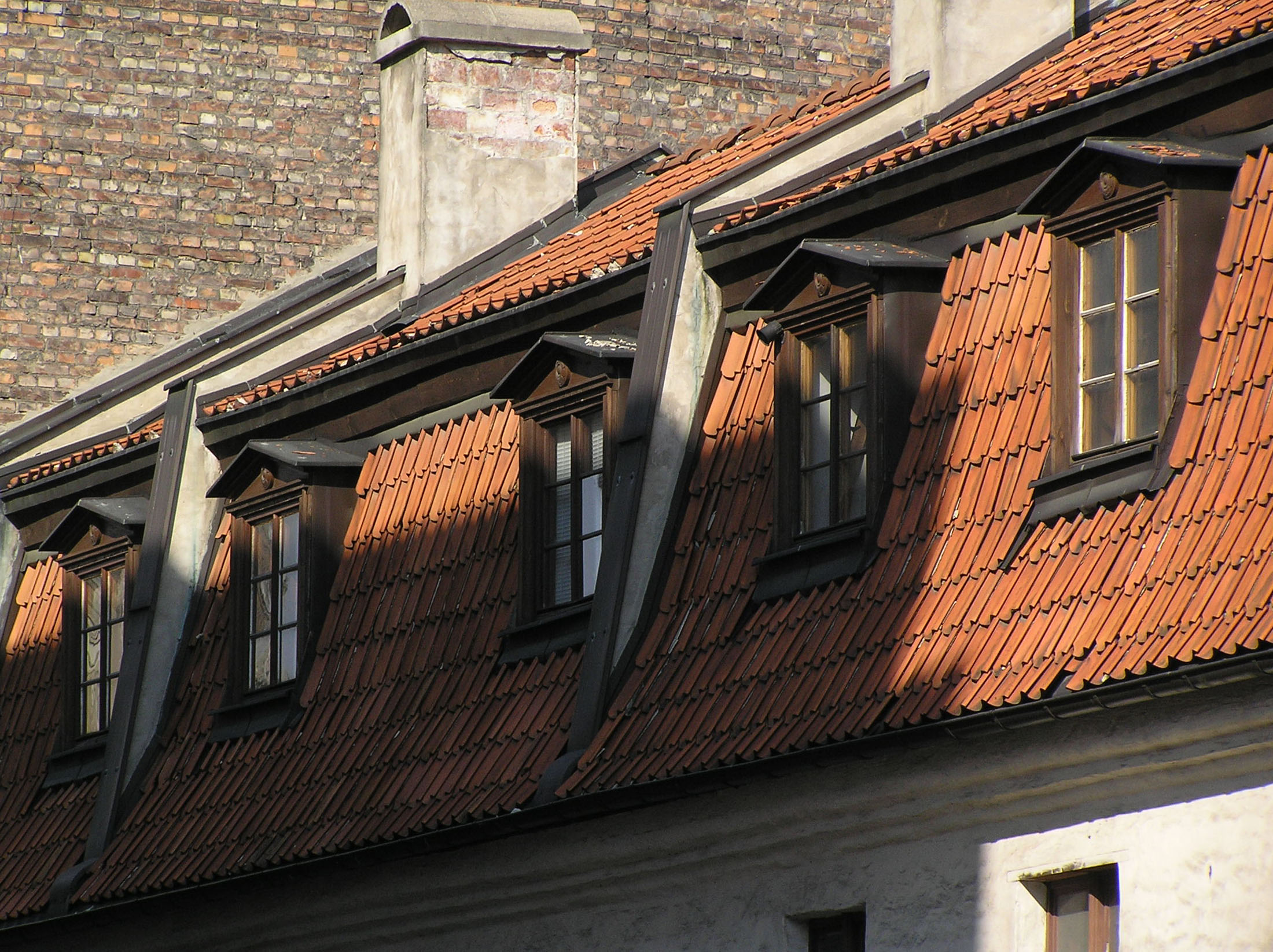
Huizen in de Most Pauliński (Paulińskistraat) in Toruń, Polen
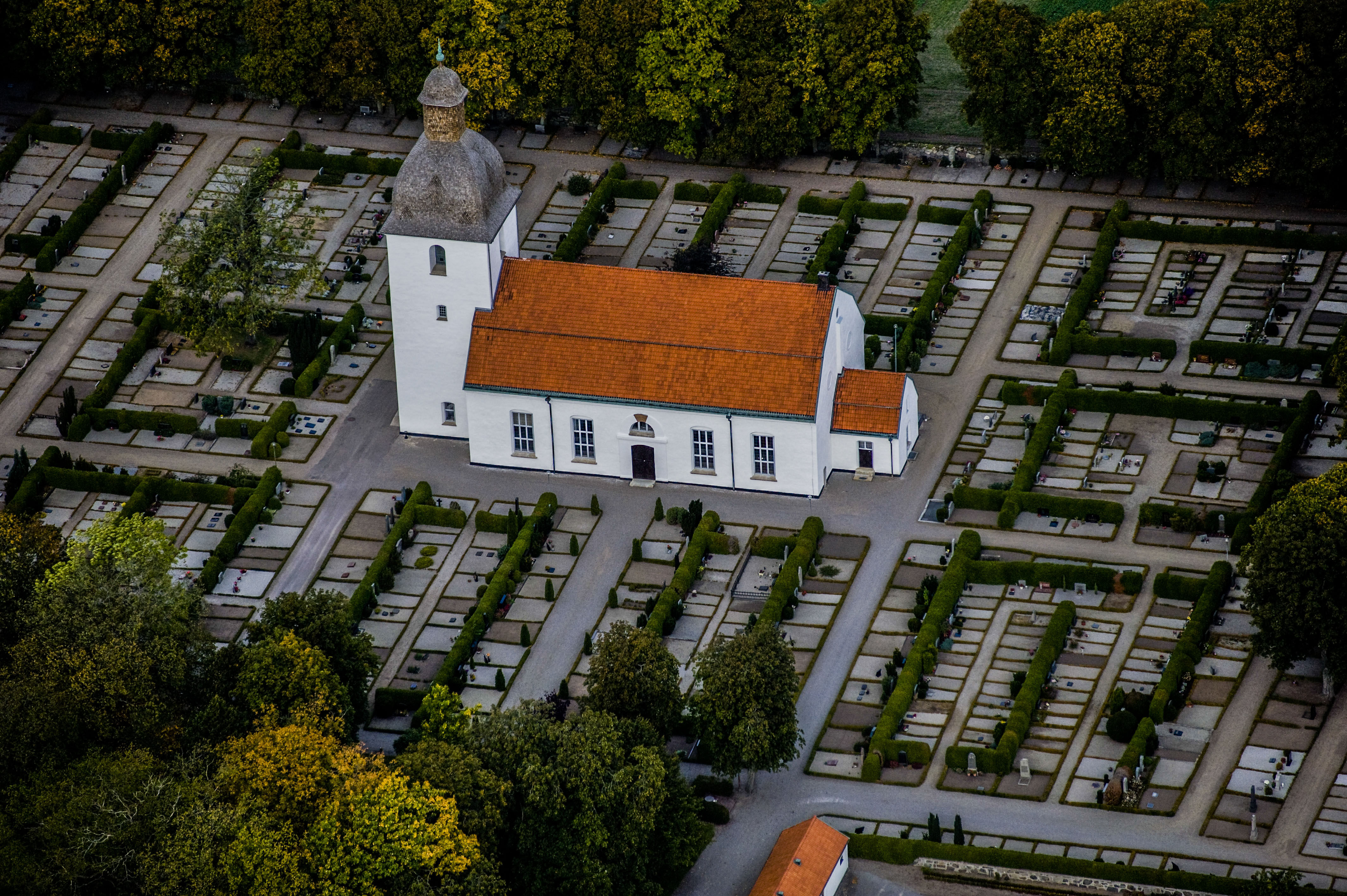
Kerk van Mjällby; kerken met mansardedaken komen in Zweden veel voor
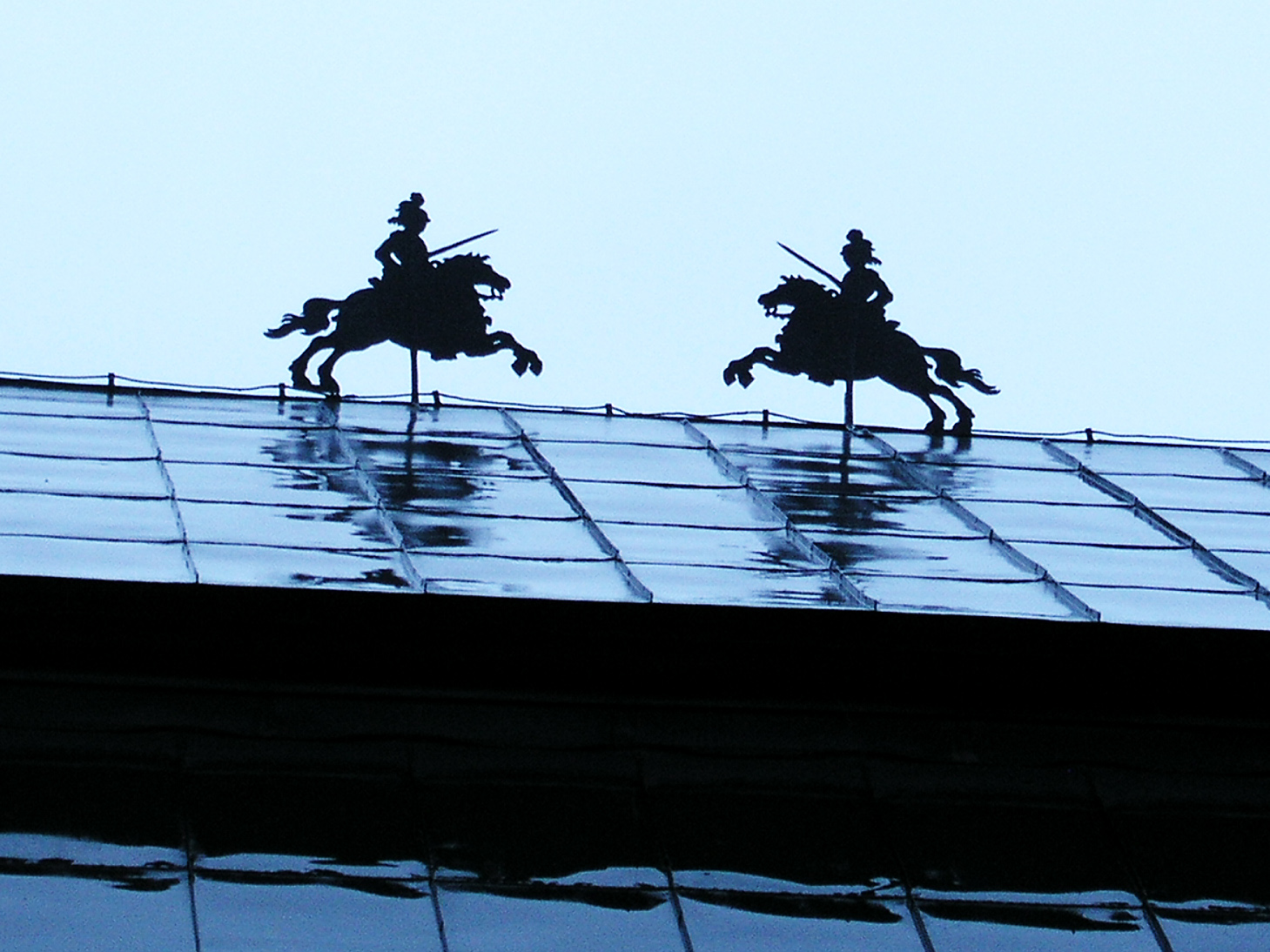
Kerkdak in Kimstad, Zweden. De brede rand tussen de dakdelen breekt in de winter het sneeuwdek
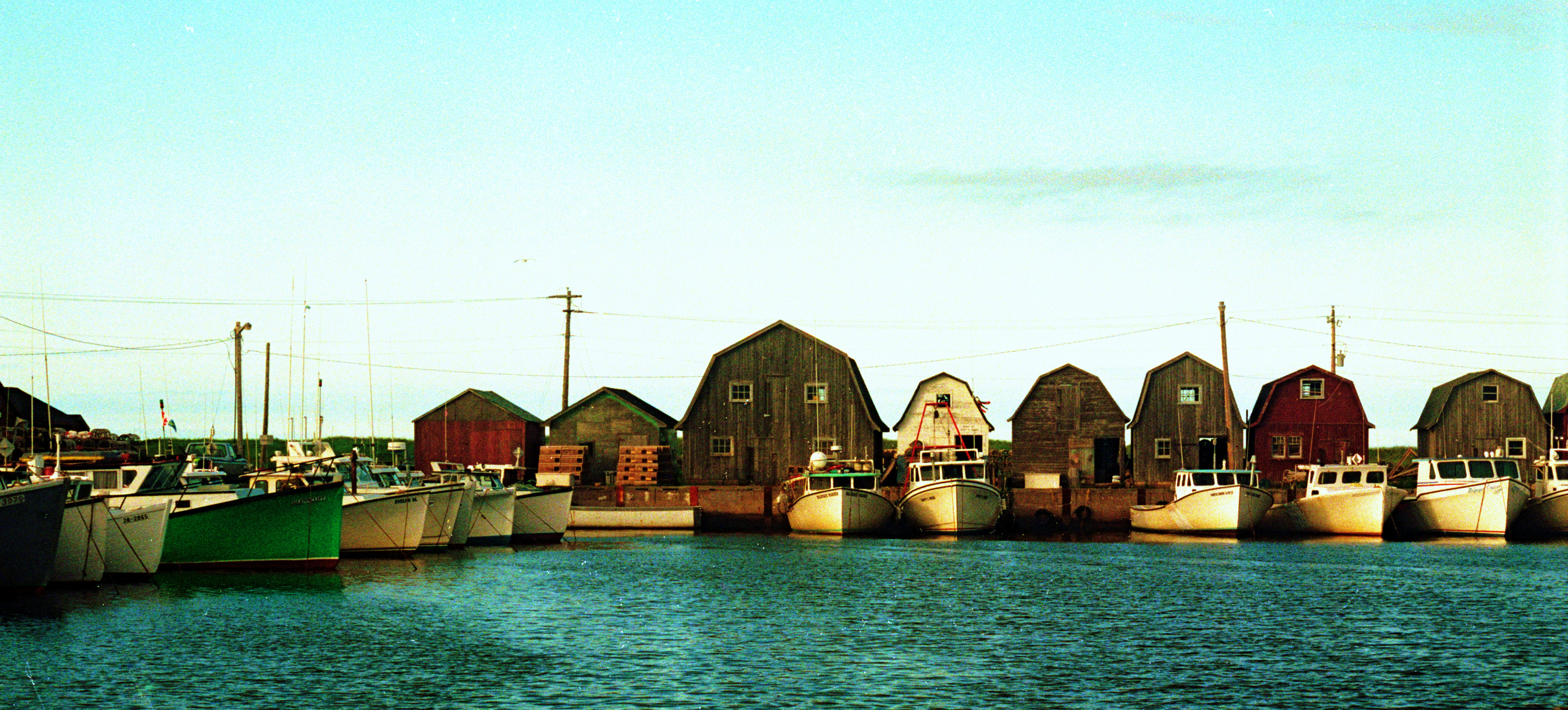
Het vissersplaatsje Malpeque Bay op het Canadese Prince Edward Island